# Wannebach (Ruhr, Ergste)
Der Wannebach ist ein fünf Kilometer langer, orografisch linker Zufluss der Ruhr im nordrhein-westfälischen Kreis Unna, der auf dem Gebiet der Stadt Schwerte verläuft.

## Geographie

### Verlauf
Der Bach entspringt etwa 3 km südöstlich von Ergste in der Schälker Heide unmittelbar an der Gemeindegrenze zwischen Schwerte und Iserlohn auf einer Höhe von 239 m ü. NN. 
Vorrangig nach Nordwesten abfließend, nimmt er auf seinem Weg mehrere kürzere, zum größten Teil unbenannte Bäche auf. In Ergste mündet der von Süden kommende Bierbach als wichtigster Nebenfluss. Nach weiteren 400 m Flussstrecke mündet der Wannebach auf 101 m ü. NN linksseitig in die Ruhr. 
Bei einem Höhenunterschied von 101 m beträgt das mittlere Sohlgefälle 20,2 ‰. 

### Einzugsgebiet
Das 5,803 km² große Einzugsgebiet wird über Ruhr und Rhein zur Nordsee entwässert.
Es grenzt
- im Nordosten an das Einzugsgebiet des Elsebachs, der in die Ruhr mündet;
- im Südosten an das des Lollenbachs, der in den Elsebach  mündet;
- im Südwesten an das Einzugsgebiet eines zweiten Wannebachs, der über die Lenne in die Ruhr entwässert und
- im Westen an das des Alten Ruhrgrabens, der in die Ruhr mündet.

Der südöstliche Bereich des Einzugsgebiets ist zum größten Teil bewaldet, im westlichen Gebiet überwiegen landwirtschaftliche Nutzflächen und der Mündungsbereich im Nordwesten ist vornehmlich besiedelt.

### Zuflüsse
- Silbersiepen[4] (links), 0,9 km[5]
- Bierbach (links), 2,2 km, 1,78 km², 20,58 l/s